# Harry Hicks
Henry John „Harry” Hicks (ur. 6 sierpnia 1925 w Londynie, zm. 25 kwietnia 2012 tamże) – brytyjski lekkoatleta, długodystansowiec.
Podczas igrzysk olimpijskich w Melbourne (1956) zajął 15. miejsce w biegu maratońskim z czasem 2:39:55.
Mistrz Wielkiej Brytanii (AAA Championships) w maratonie (1956).
W 1956 i 1957 triumfował w biegu na 20 mil w Finchley w Londynie.

## Rekordy życiowe
- Bieg maratoński – 2:22:37 (1956)